# Cryptocephalus chrysopus
Cryptocephalus chrysopus (лат.) — вид листоедов (Chrysomelidae) из подсемейства скрытоглавов (Cryptocephalinae). Распространён в Центральной Европе, а также населяет южную Францию, северную Италию, Болгарию и Крым.